# Кастусь Калиновський (фільм)
«Кастусь Калиновський» (рос. «Кастусь Калиновский») — білоруський радянський художній фільм 1927 року режисера Володимира Гардіна за матеріалами Н. Вітковського і А. Гольдмана.
Картина розповідає про одного з героїв повстання білоруського народу проти царського уряду в 1863 році.

## Сюжет
У західних губерніях Російської імперії спалахує повстання. Селяни захоплюють обози з хлібом, магнати і шляхта підтримують їх, прагнучи до возз'єднання з Польщею. Граф Великопольський стає предводителем дворянства, одним із загонів якого командує його син Станіслав.

## У ролях
- Микола Симонов
- Тетяна Булах-Гардіна
- Володимир Владомірський
- Григорій Ге
- Микола Коміссаров
- Борис Ліванов
- Софія Магарілл
- Геннадій Мічурін
- Борис Платонов
- Валерій Плотников
- Олексій Феона
- Костянтин Хохлов
- Кіндрат Яковлев

## Творча група
- Сценарій: Володимир Гардін
- Режисер: Володимир Гардін
- Оператор: Наум Аптекман
- Композитор: